# Російський державний музей Арктики і Антарктики
Російський державний музей Арктики і Антарктики (рос. Российский государственный музей Арктики и Антарктики) — російський, музейний заклад, що висвітлює історичні сторінки наукових досліджень Арктики і Антарктики, а також прилеглих до Арктики російських територій і використання Північного морського шляху.

## Передумови створення
Створенню радянського, ідеологічно спрямованого музею, що висвітлював галасливу кампанію уряду по підкоренню північних регіонів Росії і Арктики, передували тематичні виставки. Виставки мали пересувний і пропагандистський характер, влаштовувались в період 1922–1935 років. 1930 року Указом Президії ЦВК СРСР був створений Всесоюзний Арктичний інститут, а як відділок інституту — Музей Арктики. Це була його перша назва.
А наукову концепцію нового музейного закладу створювали під керівництвом відомих і талановитих радянських науковців — полярників, що вносило в них дух справжнього життя і героїчних вчинків. До створення і функціонування Арктичного інституту (і відповідного музею) мала відношення значна частина фахівців Петербурга-Ленінграда, залучена до наукового та виробничого процесів, пов'язаних з підкоренням російських північних регіонів, створення криголамів, забезпечення роботи Північного морського шляху. В музей почали передавати історичні документи, меморіальні речі науковців, наукові прилади і фото, згодом твори живопису, графіки і ужиткового мистецтва. Новою сторінкою музейних експозицій став висвітлений період військових операцій на півночі в роки Другої світової війни і героїчний захист Мурманська, Карелії, Архангельська тощо.
У повоєнний період у зв'язку з початком наукових досліджень СРСР в Антарктиці в 1956–1958 роках, музей заснував новий фонд і експозицію «Антарктика». З того часу змінилася назва закладу — на Музей Арктики и Антарктики. З роками він все більше втрачав ідеологічне спрямування і ставав архівом і пам'яткою героїчних зусиль декількох поколінь дослідників полярних регіонів від доби навколосвітніх подорожей М. П. Лазарєва і Ф. Ф. Беллінсгаузена до сьогодення. У створенні експозицій музею брала участь низка ленінградських художників, частка яких була і вояками на північних фронтах, і реальними діячами і свідками драматичних подій 20 століття (безбожна п'ятирічка, репресії сталінського уряду, блокада Ленінграда тощо).
Після розпаду СРСР — за наказом уряду Російської Федерації від 1998 року музей відокремили від інституту і зробили самостійним державним закладом. Пройшло і відокремлення ідеологічного спрямування колишнього радянського музею від дійсно славетного шляху досліджень і промислового використання регіонів Арктики і Антарктики. На тлі поступового втрачання провідних позицій Російської Федерації в дослідженнях полярних регіонів — фонди та експозиції сучасного Музею Арктики і Антарктики набули рис унікальних історичних пам'яток, що мають світове та історичне значення. Історичну перспективу експозицій підтримують і твори живопису, графіки і ужиткового мистецтва.

## Споруда
Заклад виник як типовий радянський музей. В Петербурзі існував єдиноверчеський храм Св. Миколая. Парафію ліквідували, а храм зачинили. Порожнє приміщення закритого храму і використали для створення державного музею Арктики, що був специфічним відділом Всесоюзного арктичного інституту.
Так храм (проект архітектора Аврама Мельникова), вибудований в стилі пізнього ампіру в 1820–1838 роки, дещо перебудований (закриті вікнами первісно відкриті галереї другого поверху, знищено сакральне начиння, збито хрести), пристосовано під музей і відкрито для відвідин 1937 року.

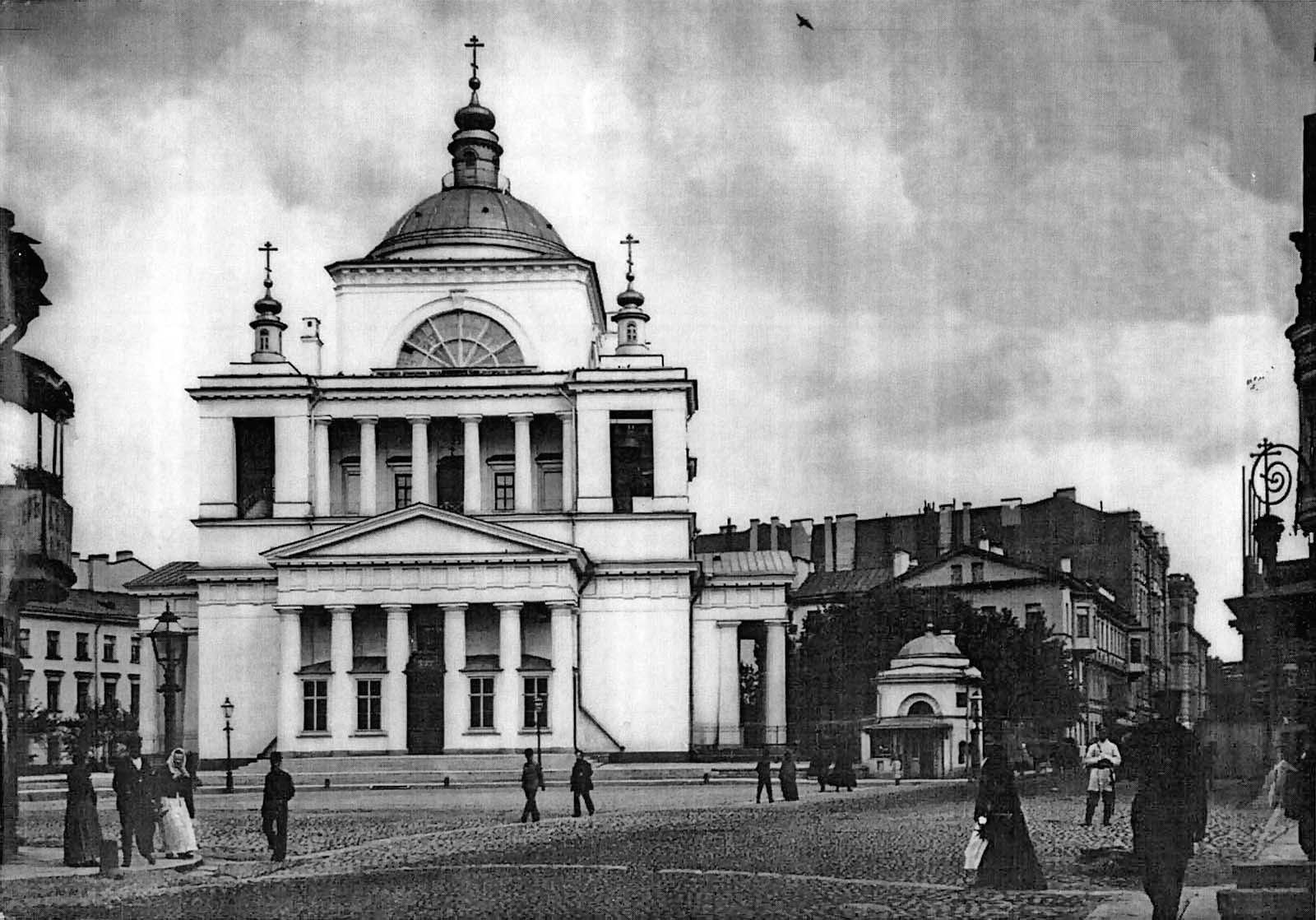
Первісний вигляд храму
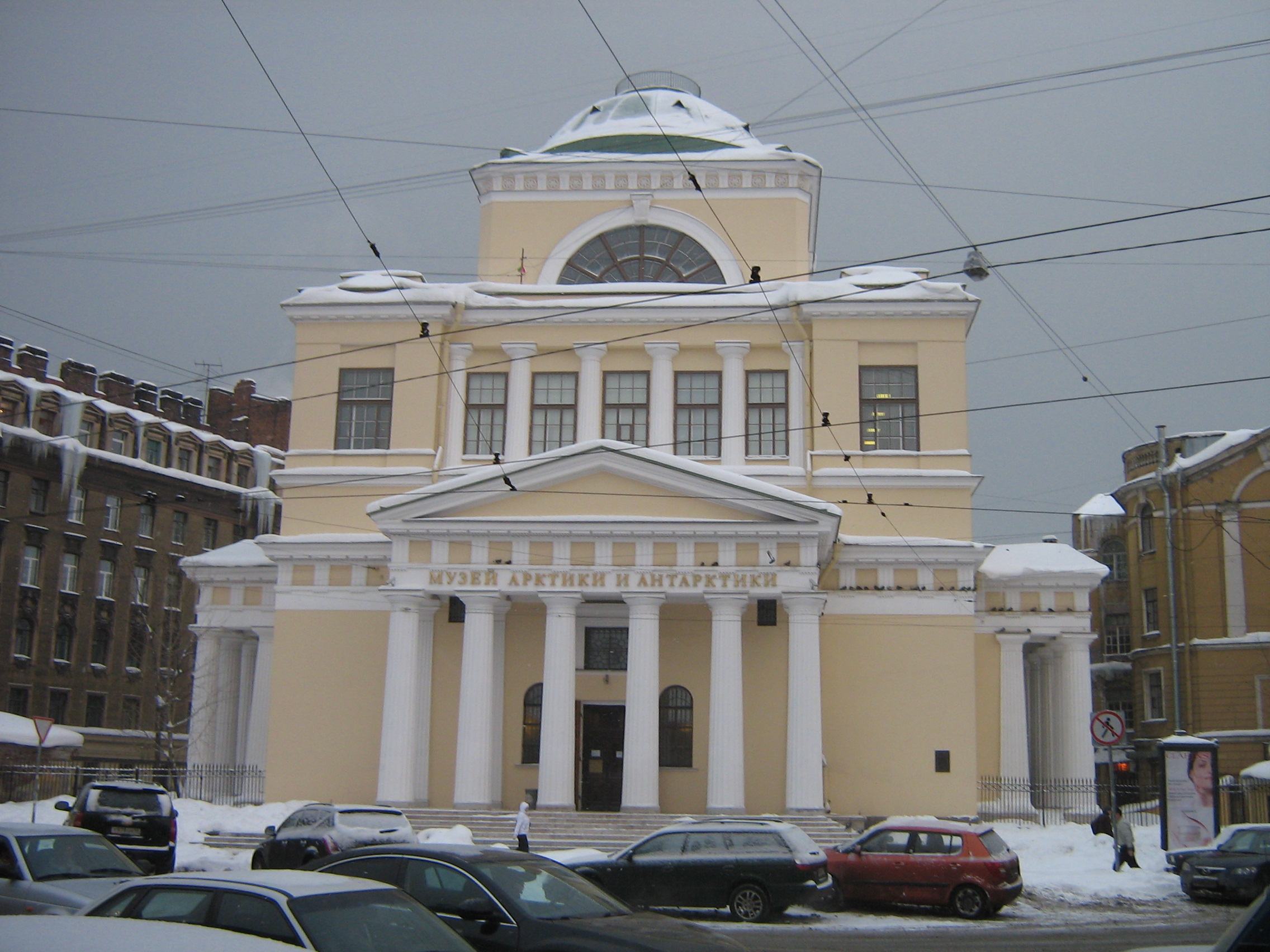
Приміщення взимку
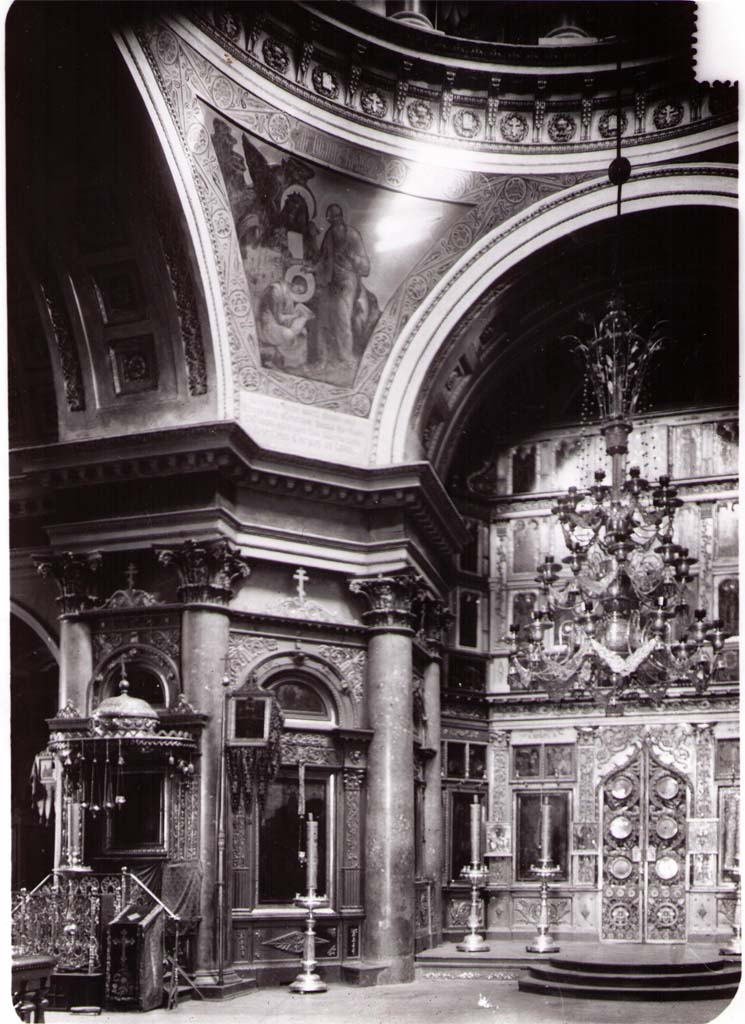
Середхрестя і колишній іконостас.
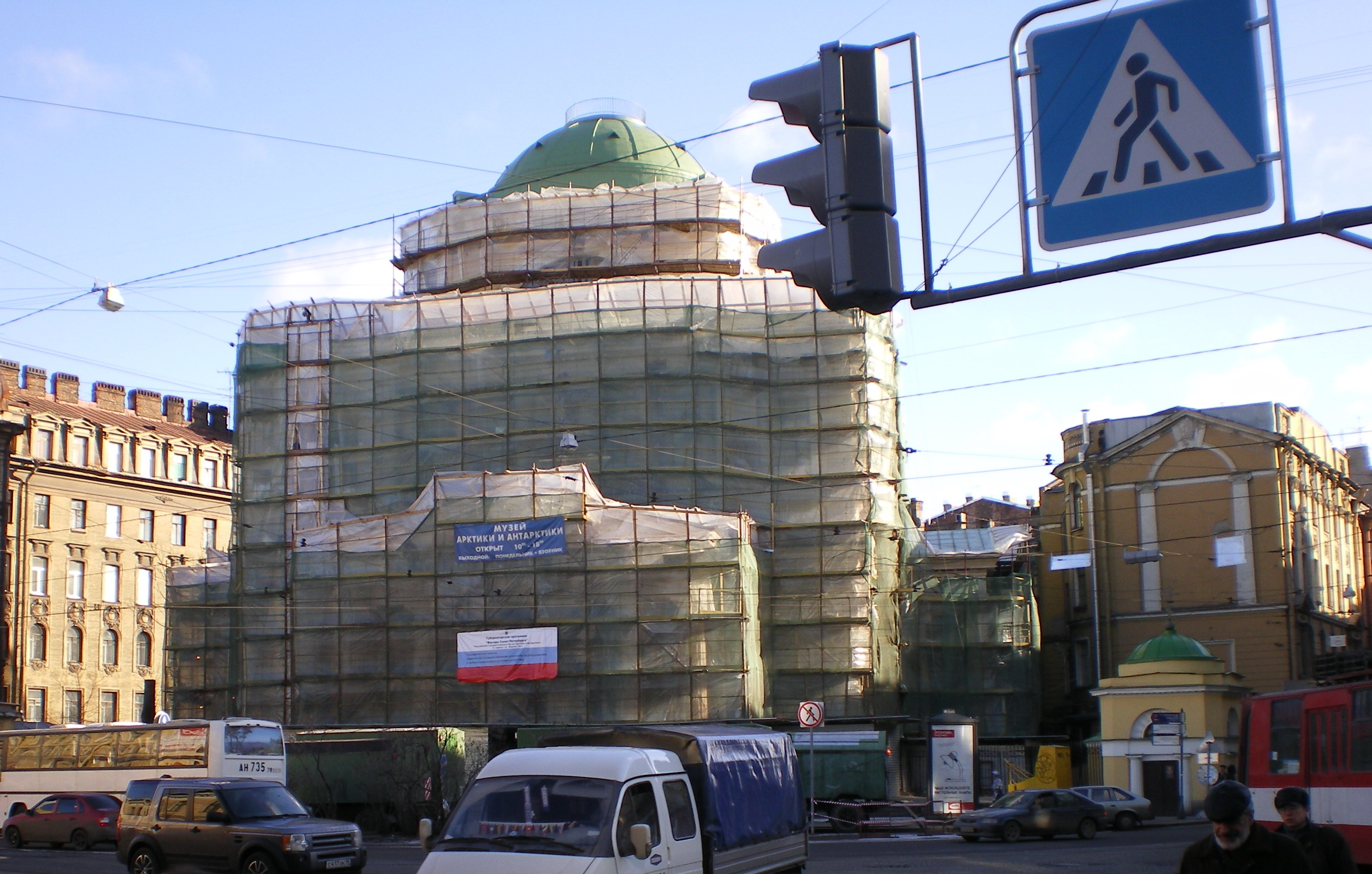
Ремонт і фарбування фасадів

## Головні розділи експозиції
1. Природа Арктики

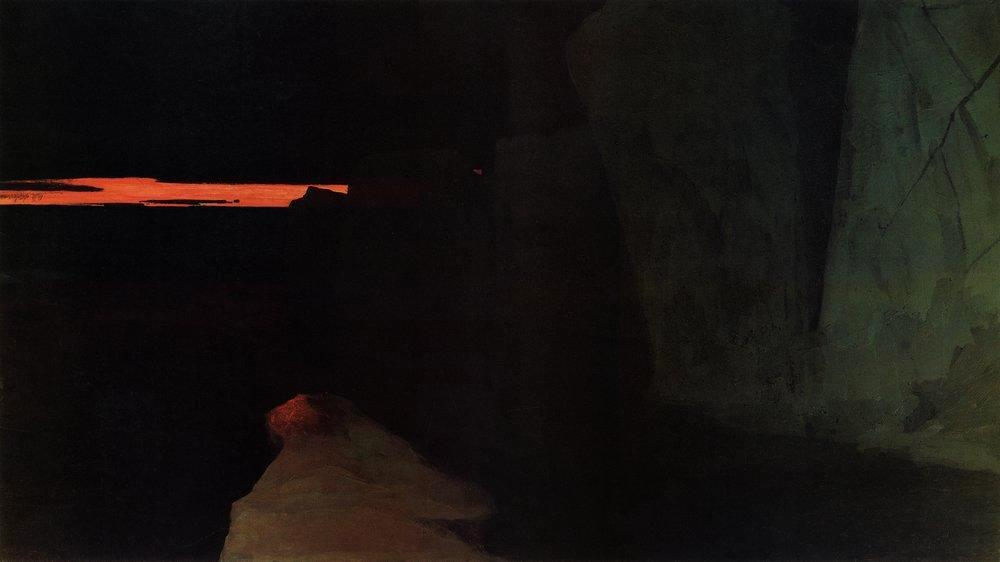
Худ. Олександр Борисов. «Серпнева ніч в Північному океані», 1903 рік. Музей Арктики і Антарктики.

2. Історія досліджень і використання Північного морського шляху
3. Антарктика

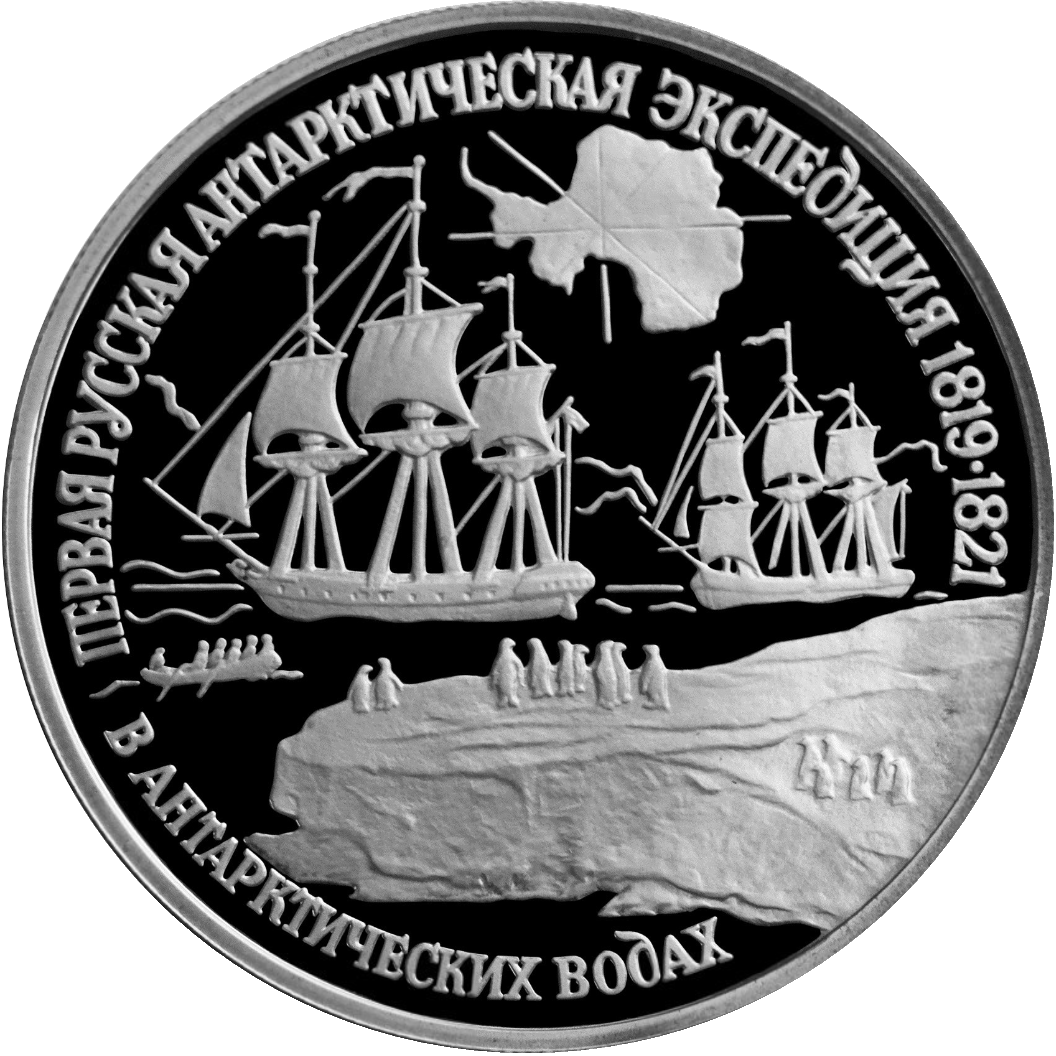
Російська монета на честь Першої російської антарктичної експедиції
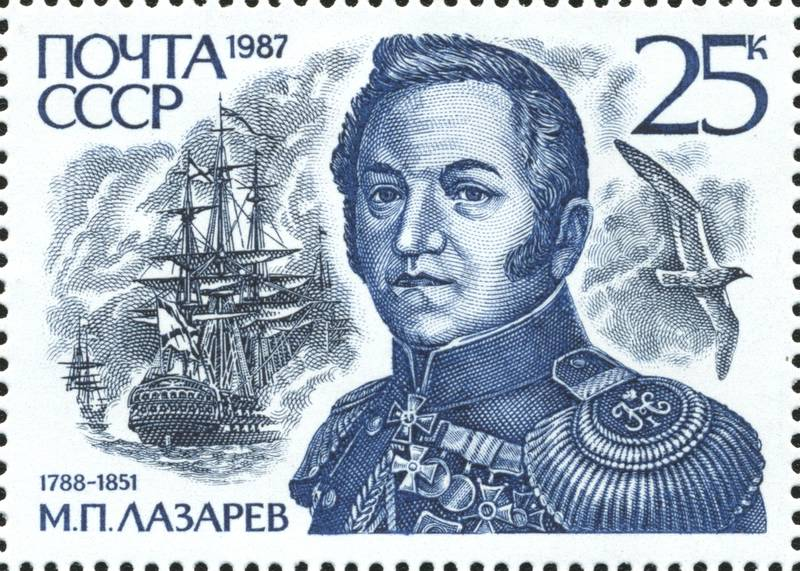
Поштова марка СРСР на честь М. П. Лазарєва 1987 р.
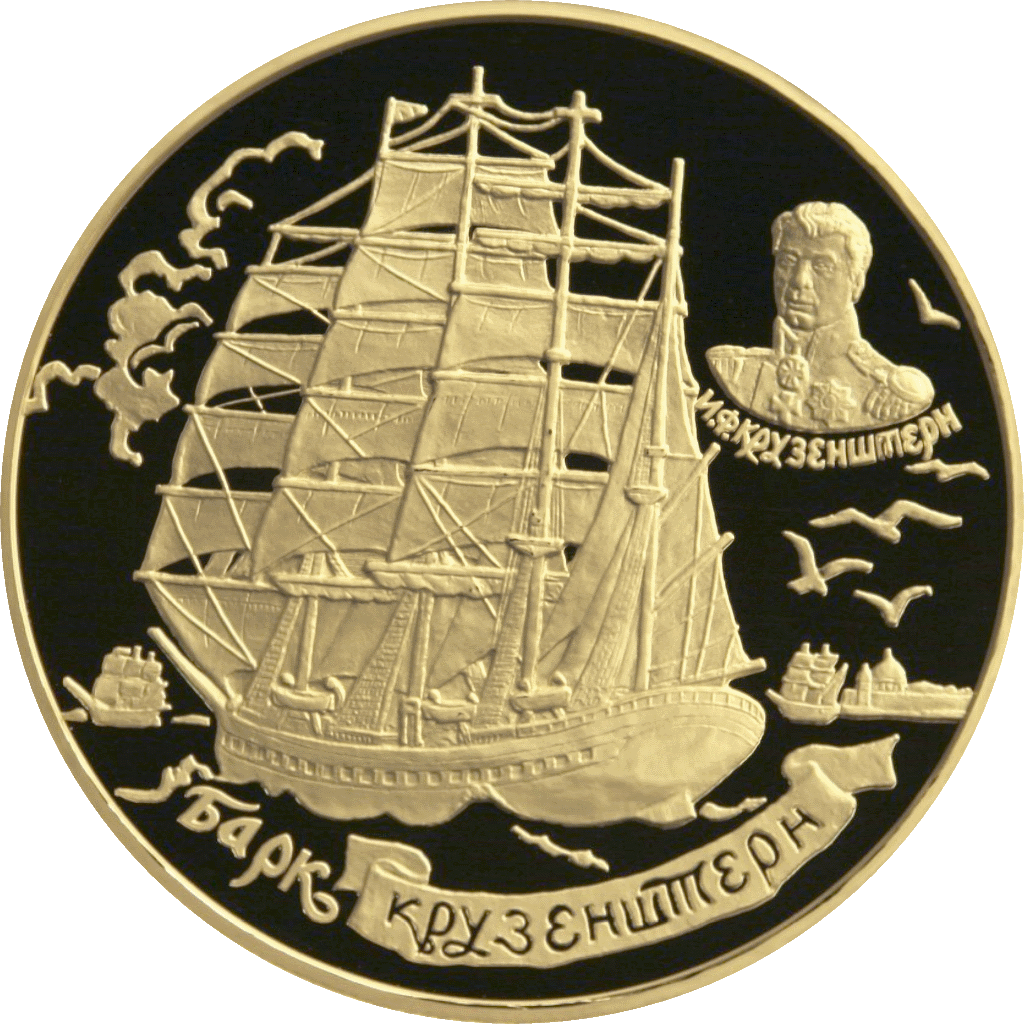
Російська монета «Барк Крузенштерн»
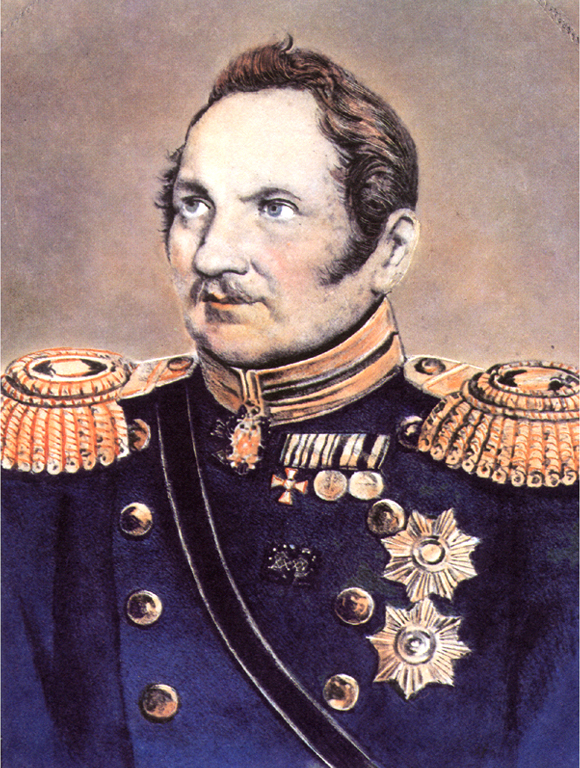
Фаддей Беллінсгаузен, дослідник Антарктики
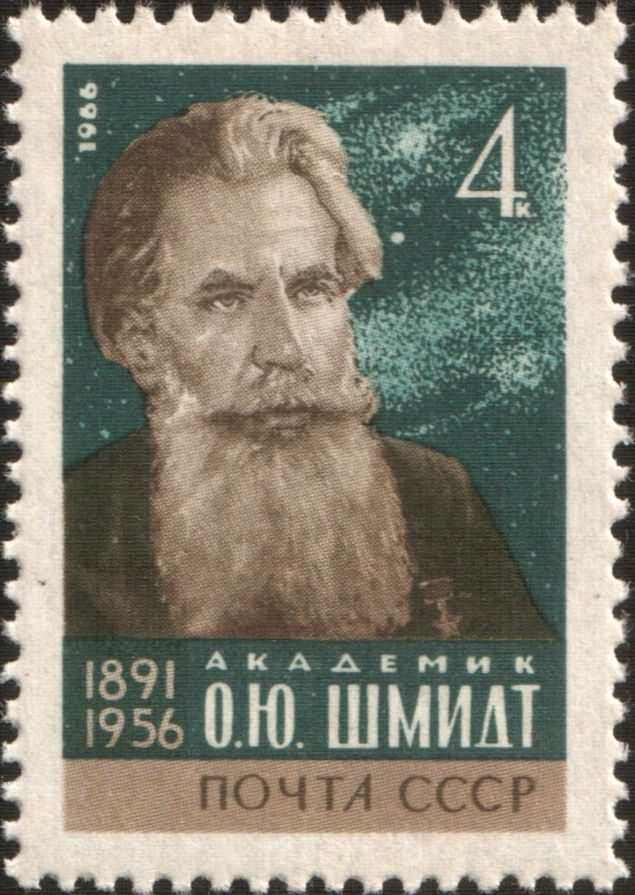
Поштова марка 1966 року на честь дослідника Отто Шмідта.
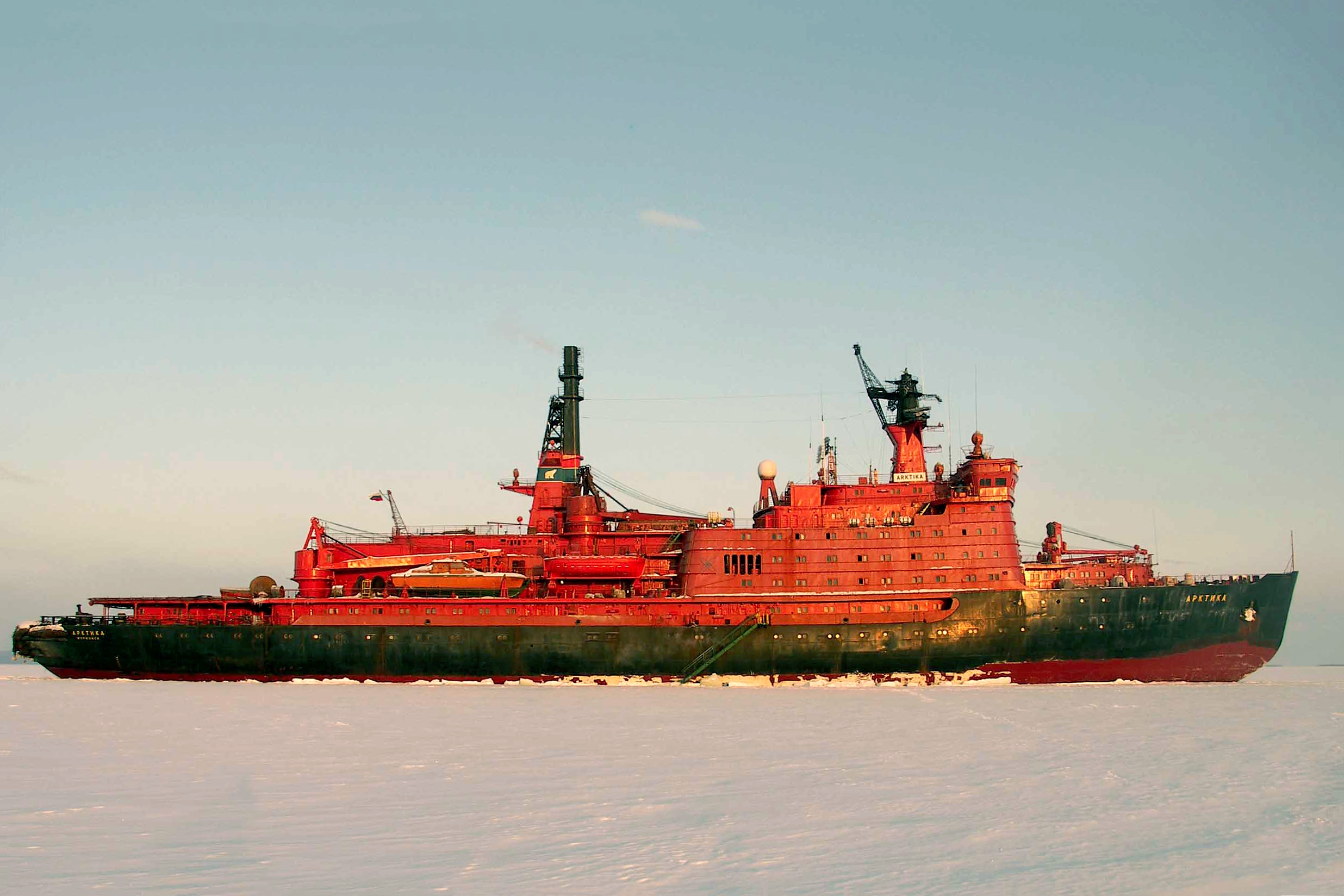
Криголам «Арктика»
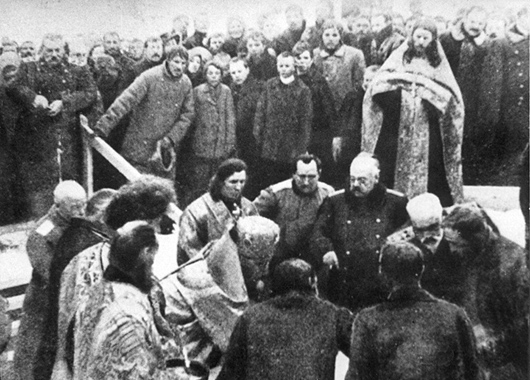
Урочисте заснування Мурманська, фото 1916 року

## Фонди і художники
Музей Арктики і Антарктики не планувався як художній музей. Але розташування в такому мистецькому центрі, як Ленінград — Петербург перетворило його наукові колекції на ансамбль історичних документів і мистецьку збірку живопису, графіки, декоративно-ужиткового мистецтва, пов'язаних з полярними дослідженнями. Відомо, що північні райони тодішньої Російської імперії відвідала низка російських митців, що відбилося в їх творах. Серед них — Шишкін Іван Іванович («На півночі дикому»), Костянтин Коровін («Гаммерфест. Північне сяйво»), Врубель Михайло Олександрович («С. Мамонтов і Ю. Вітте з залізничними інженерами на півночі») Куїнджі Архип Іванович («Північ», «Острів Валаам»), твори яких перейшли в дійсно художні музеї. Але значущі мистецькі твори має й музей Арктики і Антарктики.
- У музей перейшли акварелі, які створив Бенуа Олександр Миколайович після відвідин північних російських районів.
- Музейні колекції мають одинадцять творів олійними фарбами художника Олександра Борисова, що був учнем І. І. Шишкіна, а потім А. І. Куїнджі. Серед них і депресивна «Серпнева ніч у Північному океані», 1903 року. Картина була надбанням Російського музею, в 1930-ті роки її передали у відповідніший за тематикою музей.
- Серед мистецьких надбань — картини художників І. Ф. Шультце, І. П. Мешалкіна, Б. Г. Островського, М. Г. Платунова, Н. Е. Бубликова та інших, що роками працювали в районах Арктики і присвятили її суворій, могутній природі і її людям більшість власних творів.

З російською Північчю, Карелією, Мурманськом був тісно пов'язаний і художник Успенський Михайло Миколайович (1915 р. н.) По закінченню Художньо-педагогічного училища в 1938 році його доправили на службу в Краснофлотський драматичний театр Північного флоту. Брав участь він і в військових операціях в роки Другої світової війни. Саме він відродив захисний камуфляж (запропонований ще англійськими військовими) на військових човнах Північного флоту СРСР. Після демобілізації в 1946 році повернувся в Ленінград, де ще двадцять вісім (28) років працював художником в Музеї Арктики і Антарктики. Це не стало в заваді співпрацювати як з іншими музеями, так і самостійно. В творчому доробку художника Успенського М. М. переважають пейзажі і краєвиди, виконані в техніці темпера та кольорова ліногравюра. Діапазон сюжетів — від засніжених вітрильників у берегів Антарктиди до оспіваних краєвидів Ленінграда-Петербурга. Твори Успенського зберігають і суто художні музеї.
- Колекція живопису та графіки РДМАА повільно збільшується. Серед надбань музею — малюнки Е. А. Тягіна, котрий працював на полярних станціях в Арктиці наприкінці 19 століття, автолітографії популярного російського мандрівника, художника та письменника Ф. Ф. Конюхова тощо.

## Адреса музею
- Санкт-Петербург, ул. Марата, д. 24а

Телефоны:
(812)571-25-49
(812)713-19-98
Ст. метро «Маяковская», «Владимирская».
Години роботи : 10.00 — 18.00
Вихідні дні : понеділок, вівторок. При музеї діють лекторій і невелика публічна бібліотека.